# Rostbiff (styckningsdetalj)
Rostbiff är även namnet på en maträtt, se Rostbiff
Rostbiff är en styckningsdetalj av nötkött som är lokaliserad bakom filén men framför innanlåret och fransyskan. Styckningsdetaljen är vanlig att använda i maträtten rostbiff, men även andra styckningsdetaljer kan användas.